# Noelle (film 2019)
Noelle è un film del 2019 diretto da Marc Lawrence.
Il film ha come protagonista Anna Kendrick nel ruolo di Noelle Kringle, figlia di Babbo Natale, ed è interpretato da Bill Hader, Billy Eichner, Shirley MacLaine e Julie Hagerty.
La pellicola è stata distribuita il 12 novembre 2019 negli Stati Uniti e il 27 novembre 2020 in Italia sulla piattaforma Disney+.

## Trama
Al Polo nord si stanno rapidamente completando i preparativi per il prossimo Natale. Dopo la morte prematura dell'attuale Babbo Natale, avvenuta cinque mesi prima, suo figlio, Nick Kringle, ha difficoltà a completare il suo addestramento per diventare il prossimo Babbo Natale. Sua sorella minore, Noelle, che è stata incaricata di distribuire e mantenere lo spirito natalizio, continua a sostenerlo e gli suggerisce persino di prendersi il fine settimana libero per evitare lo stress e di rilassarsi prima del grande giorno. Ascoltandola, Nick decolla durante la notte con le renne e non torna dopo il fine settimana.
Quando la renna torna senza Nick e Noelle ammette di avergli dato consigli controversi, gli elfi si arrabbiano con lei. Gli anziani elfi nominano con la forza suo cugino Gabe, il supporto tecnico dei Kringle, per sostituire il nuovo Babbo Natale. Colpita dal senso di colpa e desolata, Noelle deduce da delle riviste che Nick è fuggito a Phoenix, in Arizona, e se ne va con la slitta e le renne insieme alla tata Polly.
Atterrano in un centro commerciale. La manager Helen Rojas dopo aver visto il buon riscontro con i clienti che sono convinti che si tratti di una mostra di Natale le permette di lasciare lì la slitta con le renne, Noelle si reca in città per trovare Nick, lasciando Polly a badare alla slitta e alle renne. Incontra e assume Jake Hapman, un investigatore privato e un padre single appena divorziato, per ritrovare Nick. Noelle interagisce anche con il figlio entusiasta di Jake, Alex e molte altre persone, scoprendo che può capire e comunicare in altre lingue (inclusa la lingua dei segni americana), oltre a distinguere il cattivo dal buono.
Jake rintraccia Nick in uno studio di yoga, dove Nick è entusiasta di vedere Noelle ma non riesce a tornare al nord e diventare Babbo Natale. Dopo un'accesa discussione, Noelle lascia l'edificio. Ritorna al centro commerciale, dove arriva il suo amico, una piccola renna, Ghiaccioletto con una lettera della signora Natale che la informa della situazione a casa e le ordina di trovare e riportare Nick a casa. Durante il periodo di assenza di Noelle, Gabe aveva usato un algoritmo per determinare i buoni e i cattivi, e risultavano solo 2.837 bambini "buoni" nel mondo, con grande orrore degli elfi e della signora Natale.
Con l'aiuto di Snowcone, Noelle rintraccia Nick in un ritiro di yoga al Desert Botanical Garden e lo convince a tornare. Nick si incontra con lei e Polly al centro commerciale il giorno successivo e Noelle gli fa continuare ad allenarsi diventando un Babbo Natale del centro commerciale. Mentre Nick scopre il messaggio di testo inviato ai bambini da Gabe, Jake scopre che Noelle ha detto ad Alex del suo desiderio di Natale, qualcosa che è imbarazzante per lui dato che la sua ex moglie si è risposata. Noelle si arrabbia e rivela di essere la figlia di Babbo Natale, facendolo andare via. Quando arriva il Babbo Natale del centro commerciale dice a Nick di spostarsi, Noelle interviene e ferisce accidentalmente un agente di polizia, facendola arrestare e successivamente ricoverare in ospedale per una valutazione psicologica.
Dopo una visita di Polly, che rivela la sua identità di elfo, Jake fa uscire Noelle dall'ospedale e lei torna al Polo Nord con Nick, Polly e le renne prima della vigilia di Natale. Tornati a casa dopo un incontro con gli anziani elfi, Nick nomina Noelle come il prossimo Babbo Natale, il che suscita polemiche in tutta la città ma ottiene unanime accordo dagli anziani poiché ha naturalmente tutte le capacità e non ci sono regole contro una Babbo Natale femmina. Noelle, dopo alcune disavventure, consegna con successo i regali in tutto il mondo, oltre a lasciare Jake a casa della sua ex moglie per trascorrere del tempo con Alex.
Noelle viene festeggiata al Polo Nord mentre Gabe torna felicemente al supporto tecnico mentre Nick apre uno studio di yoga e Polly diventa un elfo anziano. Noelle ammette di essere orgogliosa di continuare l'eredità di suo padre e di essere il 24º Babbo Natale e che il Natale continuerà.

## Personaggi
- Anna Kendrick: Noelle Kringle, figlia di KrisKringle
  - Oakley Bull: Noelle da bambina
  - Taylor Bedford: Noelle da adolescente
- Bill Hader: Nick Kringle, fratello di Noelle e il futuro 23° Babbo Natale
  - Owen Vaccaro: Nick da bambino
- Shirley MacLaine: Elfa Polly, la tata di Noelle
- Kingsley Ben-Adir: Jake Hapman, un detective privato con cui Noelle fa amicizia.
- Billy Eichner: Gabe Kringle, cugino mal preparato di Noelle e Nick nel supporto tecnico.
- Julie Hagerty: Signora Natale, madre di Noelle e Nick e la moglie di Kris
- Ron Funches: Elfo Mortimer
- Bryan Brendle: Kris Kringle, padre di Noelle e Nick e il 22° Babbo Natale.
- Maceo Smedley: Alex Hapman, Il figlio di Jake
- Michael Gross: Anziano Elfo Abe, il capo degli Elfi Anziani
- Chelah Horsdal: dottoressa Shelley Sussman
- Anna Van Hooft: Elfa Mary
- Anthony Konechny: Elfo Ted
- Burgess Jenkins: Dan
- Diana-Maria Riva: Helen Rojas, la gestore del centro commerciale
- Shaylee Mansfield: Michelle
- Gracie Lawrence: Elfa Carol

## Produzione

### Cast
L'11 gennaio 2017 è stato annunciato che Anna Kendrick avrebbe interpretato il ruolo principale della figlia di Babbo Natale, Noelle, e che il film sarebbe stato scritto e diretto da Marc Lawrence e prodotto da Suzanne Todd per la Walt Disney Pictures. Nel luglio 2017 si è unito al cast Bill Hader. Nel settembre 2017 Billy Eichner e Shirley MacLaine si sono uniti al cast. Nell'ottobre 2017 Julie Hagerty e Maceo Smedley si sono uniti al cast. Nel novembre 2017 Michael Gross si è unito al cast.

### Riprese
Le riprese del film sono iniziate alla fine di ottobre 2017 a Vancouver, nella Columbia Britannica, e successivamente si sono spostata al Whistler Olympic Park all'inizio di gennaio 2018, dove le riprese sono continuate fino al 19 gennaio 2018. L'esterno del rifugio a Phoenix era la St. James Anglican Church: il nome della chiesa può essere visto nello scatto della vigilia di Natale. Ulteriori riprese si sono svolte anche a Woodstock, in Georgia.

## Colonna sonora
Testi e musiche di Cody Fitzgerald e Clyde Lawrence.
1. Christmas Eve (Intro) – 0:26
2. This Christmas – 2:14
3. Eventually – 3:19
4. Be Nice (feat. DAP The Contract e Stolen Jars) – 3:27
5. Have Yourself a Merry Little Christmas (feat. Stolen Jars) – 3:20
6. Merry Christmas Baby – 2:42
7. Santa Claus Is Comin' to Town (feat. Stolen Jars) – 2:52
8. Christmas Eve/Santa's Arrival – 2:03
9. The Kringles – 2:01
10. Will There Ever Be a Time?/Life Goes On – 1:49
11. Uh-Oh-Ho-Ho – 1:14
12. Santa-In-Training – 2:39
13. Santa... Gabe? – 0:40
14. Noelle's Theme – 1:46
15. Skating – 2:38
16. Hot Chocolate & Peppermint – 0:46
17. Deer Are the Headlights – 1:19
18. The Flight to Phoenix – 1:34
19. Looking for Nick – 1:00
20. Noelle Meets Jake/A Big Day for Nice – 2:31
21. The Twinkle – 0:49
22. Snowcone's Theme – 1:21
23. Nick Returns – 0:42
24. December 24th – 1:09
25. Along Came Elf Polly – 0:54
26. Noelle's Escape – 1:30
27. The Meaning of Christmas – 1:46
28. The Suit – 0:42
29. Noelle & Polly – 0:36
30. Snowcone to the Rescue/Lift Off! – 1:50
31. Santa Noelle's Flight – 0:39
32. We Wish You a Stressful Christmas – 1:13
33. Eventually (Main Theme) – 2:40

Durata totale: 56:11

## Promozione
Il trailer è stato pubblicato il 23 agosto 2019. Il trailer in italiano è stato pubblicato il 16 novembre 2020.

## Distribuzione
Noelle doveva originariamente uscire al cinema l'8 novembre 2019 da parte della Walt Disney Studios Motion Pictures. L'8 febbraio 2018 è stato annunciato che il film sarebbe invece uscito su Disney+. È stato pubblicato il 12 novembre 2019, quattro giorni dopo la sua originale data di uscita nelle sale. È stato pubblicato nel Regno Unito e in Italia il 27 novembre 2020.

## Accoglienza
Il sito web aggregatore di recensioni Rotten Tomatoes riporta un punteggio di approvazione del 53% basato su 40 recensioni con una valutazione media di 5,20/10. Il consenso della critica del sito recita: "La sempre affascinante Anna Kendrick fa del suo meglio, ma la progressiva interpretazione di Noelle di una storia senza tempo è purtroppo sottomessa." Metacritic che utilizza una media ponderata, ha assegnato al film un punteggio di 48 su 100, sulla base di 11 critiche, indicando "Recensioni contrastanti o nella media" ("Mixed or average reviews").
Nick Allen di RogerEbert.com ha assegnato al film 3 stelle su 4, scrivendo che "Noelle è molto di più che essere uno dei modi più semplici per Disney+ per fare una buona prima impressione", e che "ha un sacco di fascino".